# Ostaszewo
Ostaszewo (deutsch Schöneberg) ist ein Dorf im Powiat Nowodworski der Woiwodschaft Pommern in Polen. Es ist Sitz der Landgemeinde Ostaszewo.

## Geschichte
1920 wechselte Schöneberg vom deutschen Kreis Marienburg in den Landkreis Großes Werder der Freien Stadt Danzig. Mit Einnahme des Freistaates am 1. September 1939 durch Deutschland und die folgende völkerrechtlich nicht anerkannte Annexion kam Schöneberg bis 1945 unter deutsche Herrschaft. Von 1975 bis 1998 gehörte die Ostaszewo zur Woiwodschaft Elbing.

## Verkehr
Durch den Ort führt die Droga wojewódzka 499 und etwa drei Kilometer nordöstlich besteht über die Anschlussstelle 15 Dworek eine Anbindung an die Droga ekspresowa S7.

## Kultur und Sehenswürdigkeiten

### Baudenkmale
- Neugotische Pfarrkirche św. Jana Chrzciciela (1874)
- Kirchenruine (gotisch, 14.–19. Jahrhundert)

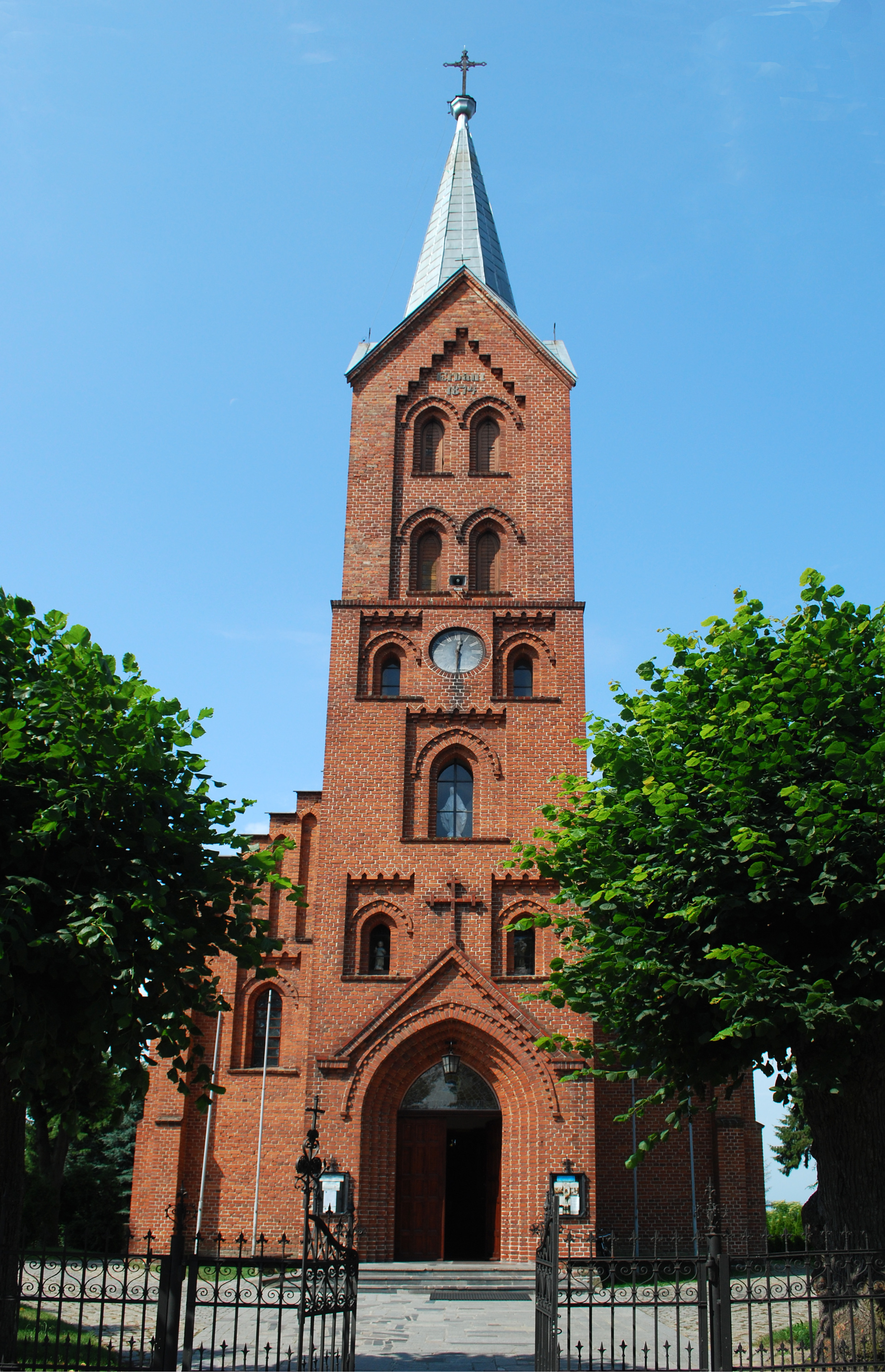
Kirche in Ostaszewo
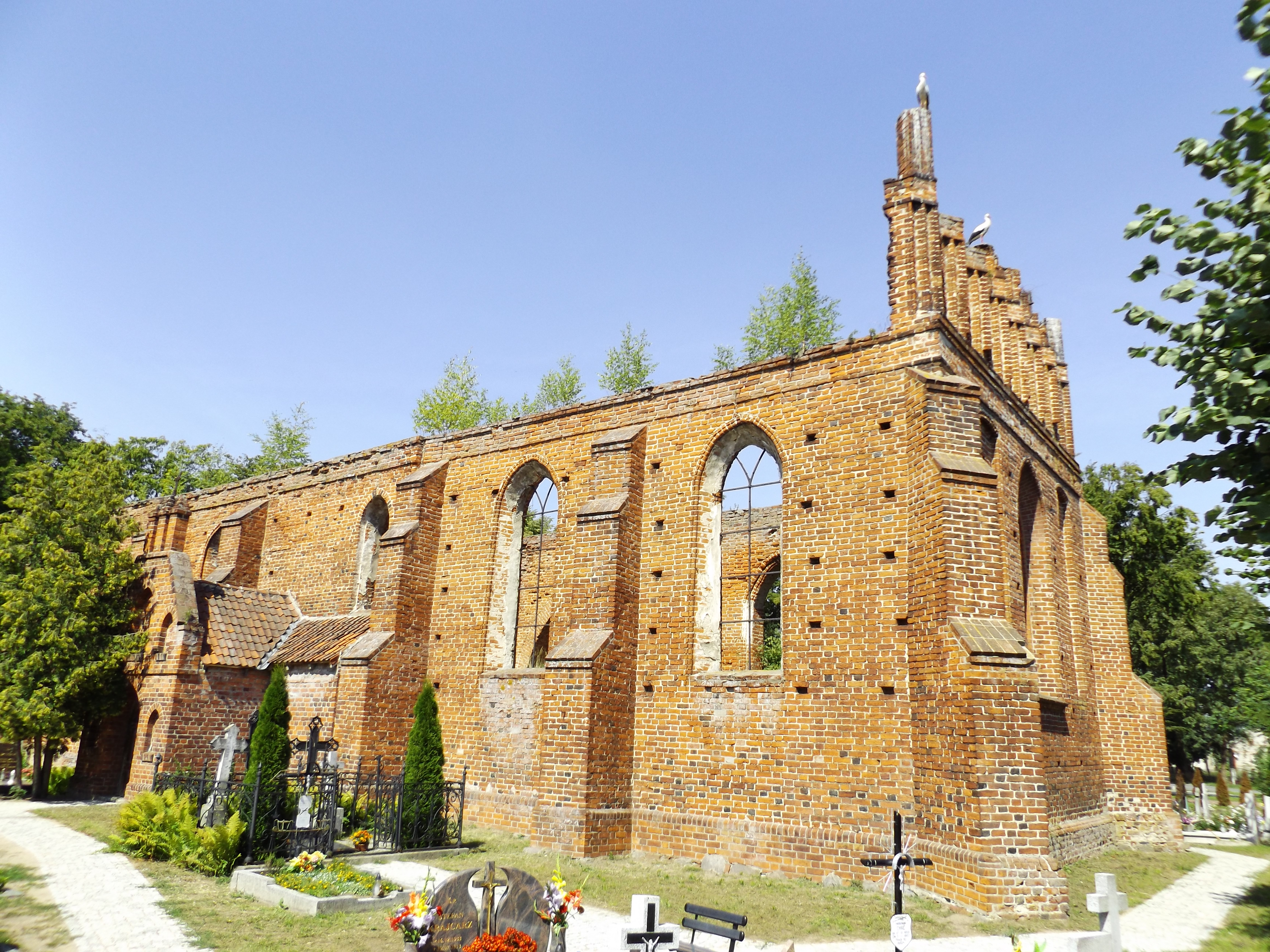
Ruine der gotischen Kirche in Ostaszewo